# CYP7A1
CYP7A1 (англ. Cytochrome P450 family 7 subfamily A member 1) – білок, який кодується однойменним геном, розташованим у людей на короткому плечі 8-ї хромосоми. Довжина поліпептидного ланцюга білка становить 504 амінокислот, а молекулярна маса — 57 661.
| 10         |  | 20         |  | 30         |  | 40         |  | 50         |
| ---------- |  | ---------- |  | ---------- |  | ---------- |  | ---------- |
| MMTTSLIWGI |  | AIAACCCLWL |  | ILGIRRRQTG |  | EPPLENGLIP |  | YLGCALQFGA |
| NPLEFLRANQ |  | RKHGHVFTCK |  | LMGKYVHFIT |  | NPLSYHKVLC |  | HGKYFDWKKF |
| HFATSAKAFG |  | HRSIDPMDGN |  | TTENINDTFI |  | KTLQGHALNS |  | LTESMMENLQ |
| RIMRPPVSSN |  | SKTAAWVTEG |  | MYSFCYRVMF |  | EAGYLTIFGR |  | DLTRRDTQKA |
| HILNNLDNFK |  | QFDKVFPALV |  | AGLPIHMFRT |  | AHNAREKLAE |  | SLRHENLQKR |
| ESISELISLR |  | MFLNDTLSTF |  | DDLEKAKTHL |  | VVLWASQANT |  | IPATFWSLFQ |
| MIRNPEAMKA |  | ATEEVKRTLE |  | NAGQKVSLEG |  | NPICLSQAEL |  | NDLPVLDSII |
| KESLRLSSAS |  | LNIRTAKEDF |  | TLHLEDGSYN |  | IRKDDIIALY |  | PQLMHLDPEI |
| YPDPLTFKYD |  | RYLDENGKTK |  | TTFYCNGLKL |  | KYYYMPFGSG |  | ATICPGRLFA |
| IHEIKQFLIL |  | MLSYFELELI |  | EGQAKCPPLD |  | QSRAGLGILP |  | PLNDIEFKYK |
| FKHL       |  |            |  |            |  |            |  |            |

A: Аланін

C: Цистеїн

D: Аспарагінова кислота

E: Глутамінова кислота

F: Фенілаланін

G: Гліцин

H: Гістидин

I: Ізолейцин

K: Лізин

L: Лейцин

M: Метіонін

N: Аспарагін

P: Пролін

Q: Глутамін

R: Аргінін

S: Серин

T: Треонін

V: Валін

W: Триптофан

Кодований геном білок за функцією належить до оксидоредуктаз. 
Задіяний у таких біологічних процесах, як метаболізм ліпідів, метаболізм холестеролу, метаболізм стероїдів, метаболізм стеролів. 
Білок має сайт для зв'язування з іонами металів, іоном заліза, гемом, НАДФ. 
Локалізований у мембрані, ендоплазматичному ретикулумі, мікросомах.